# Judy at Carnegie Hall
Judy at Carnegie Hall – album koncertowy Judy Garland, zarejestrowany podczas jej występu w Carnegie Hall w Nowym Jorku 23 kwietnia 1961 roku. Okazał się sukcesem, zarówno komercyjnym, jak i artystycznym. Przez 95 tygodni znajdował się na liście Billboard 200, w tym przez 13 tygodni na miejscu pierwszym. W Stanach Zjednoczonych zyskał status złotej płyty. To najlepiej sprzedający się album w dorobku Judy Garland. Nadal wydawane są jego reedycje.
W 2003 r. włączono go do amerykańskiego National Recording Registry.

## Lista utworów

### CD 1
| 1.  | uwertura: „The Trolley Song”/„Over the Rainbow”/„The Man That Got Away” (Ralph Blane, Hugh Martin)/(Harold Arlen, Yip Harburg)/(Arlen, Ira Gershwin) | 5:48  |
|     | |       |
| 2.  | „When You're Smiling (The Whole World Smiles With You)” (Mark Fisher, Joe Goodwin, Larry Shay)                                                       | 3:29  |
|     | |       |
| 3.  | „Almost Like Being in Love”/„This Can’t Be Love” (medley) (Alan Jay Lerner, Frederick Loewe)/(Richard Rodgers, Lorenz Hart)                          | 6:27  |
|     | |       |
| 4.  | „Do It Again” (George Gershwin, Buddy DeSylva) | 6:16  |
|     | |       |
| 5.  | „You Go to My Head” (J. Fred Coots, Haven Gillespie)                                                                                                 | 2:43  |
|     | |       |
| 6.  | „Alone Together” (Howard Dietz, Arthur Schwartz) | 5:38  |
|     | |       |
| 7.  | „Who Cares (As Long As You Care For Me)” (G. Gershwin, I. Gershwin)                                                                                  | 1:46  |
|     | |       |
| 8.  | „Puttin' On the Ritz” (Irving Berlin) | 2:45  |
|     | |       |
| 9.  | „How Long Has This Been Going On?” (G. Gershwin, I. Gershwin)                                                                                        | 4:12  |
|     | |       |
| 10. | „Just You, Just Me” (Jesse Greer, Raymond Klages) | 2:16  |
|     | |       |
| 11. | „The Man That Got Away” (Arlen, I. Gershwin) | 5:03  |
|     | |       |
| 12. | „San Francisco” (Walter Jurmann, Gus Kahn, Bronisław Kaper)                                                                                          | 4:45  |
|     | |       |
|     | | 51:08 |
|     | |       |

### CD 2
| 1.  | „That’s Entertainment!” (Dietz, Schwartz) | 6:38    |
|     | |         |
| 2.  | „I Can’t Give You Anything but Love” (Dorothy Fields, Jimmy McHugh)                                                                                       | 6:46    |
|     | |         |
| 3.  | „Come Rain or Come Shine” (Arlen, Johnny Mercer) | 7:23    |
|     | |         |
| 4.  | „You're Nearer” (Rodgers, Hart) | 2:33    |
|     | |         |
| 5.  | „A Foggy Day” (G. Gershwin, I. Gershwin) | 3:04    |
|     | |         |
| 6.  | „If Love Were All” (Noël Coward) | 2:53    |
|     | |         |
| 7.  | „Zing! Went the Strings of My Heart” (James F. Hanley) | 4:04    |
|     | |         |
| 8.  | „Stormy Weather” (Arlen, Ted Koehler) | 6:11    |
|     | |         |
| 9.  | „You Made Me Love You”/„For Me and My Gal”/„The Trolley Song” (wiązanka) (Joseph McCarthy, James V. Monaco, Roger Edens)/(Douglas Furber, L. Arthur Rose) | 3:56    |
|     | |         |
| 10. | „Rock-A-Bye Your Baby with a Dixie Melody” (Sam M. Lewis, Fred Schwartz, Joe Young)                                                                       | 5:22    |
|     | |         |
| 11. | „Over the Rainbow” (Arlen, Harburg) | 5:47    |
|     | |         |
| 12. | „Swanee” (Irving Caesar, G. Gershwin) | 7:31    |
|     | |         |
| 13. | „After You've Gone” (Henry Creamer, Turner Layton) | 4:20    |
|     | |         |
| 14. | „Chicago” (Fred Fisher) | 5:15    |
|     | |         |
|     | | 1:11:43 |
|     | |         |

## Nagrody
Album zdobył 5 nagród Grammy w kategoriach:
- Album of the Year (pierwsza w historii nagroda dla wokalistki oraz dla albumu koncertowego)
- Best Female Pop Vocal Performance (oba dla Judy Garland),
- Best Engineering Contribution (Robert Arnold),
- Best Album Cover (Jim Silke)
- A Special Artists And Repertoire Award  (Andy Wiswell)[4].

W 1998 roku Judy at Carnegie Hall wprowadzono do Grammy Hall of Fame.

## Wydania

### 1961
Album ukazał po raz pierwszy w postaci dwupłytowego wydawnictwa wytwórni muzycznej Capitol Records 10 lipca 1961 roku. Był to największy bestseller 1961 roku.

### lata 70.
W latach 70. XX wieku album wydano w formie kasety magnetofonowej.

### 1987
W 1987 roku Judy at Carnegie Hall po raz pierwszy pojawił się w sprzedaży w postaci płyty CD. Capitol Records wydał na jednej płycie okrojoną wersję albumu, co wywołało oburzenie wśród fanów Judy Garland.  

### 1989
Dwa lata później Capitol Records ponownie wydał album, tym razem na dwóch płytach umieszczono cały koncert oraz dodano dialog Garland z publicznością Carnegie Hall, który nie był zawarty w dotychczasowych wydaniach.

### 2000
W marcu 2000 roku nakładem DCC Compact Classics ukazała się dwupłytowa, odnowiona wersja albumu, w której zawarto kompletny zapis koncertu oraz pogawędki Judy Garland z publicznością, przy czym usunięto odgłosy widowni.

### 2001
27 lutego 2001 roku, z okazji 40. rocznicy koncertu w Carnegie Hall, Capitol Records wypuścił na dwóch płytach kompaktowych zremasterowaną i odrestaurowaną wersję albumu, w której, w przeciwieństwie do wydawnictwa DCC Compact Classics, umieszczono odgłosy widowni.